# Música folclórica de Chile

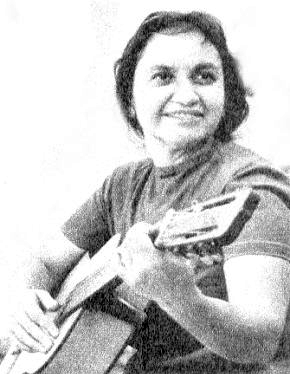
Violeta Parra, folclorista chilena.

La música folclórica de Chile se caracteriza por la mezcla de sonidos tradicionales aborígenes con aquellos traídos desde España. La cueca, danza nacional desde 1979, es un buen ejemplo de ello: tiene características propias dependiendo de la zona del país en que se representa.
El folclore más tradicional ha sido ejecutado a través del tiempo por diversos artistas, destacando algunos como Silvia Infantas, Margot Loyola, Nicanor Molinare y conjuntos como Los de Ramón y Los Huasos Quincheros. Desde principios de los años 1960, con el llamado Neofolklore, y sobre todo durante los años 1970, con la llamada Nueva Canción Chilena, se produjo un resurgimiento de la música de raíz folclórica, con artistas que investigaron los orígenes musicales de su país y compusieron e interpretaron sus propios temas inspirados en estas investigaciones. De este movimiento destacan músicos como Víctor Jara, Patricio Manns, Violeta Parra y grupos como Illapu, Inti-Illimani, Los Jaivas y Quilapayún. También se han encargado de difundir y mantener vivo el acervo musical chileno distintos grupos de danza, como el Bafona (Ballet Folclórico Nacional, 1965) y el Bafochi (Ballet Folclórico de Chile, 1987).